# Gotteskoog-Gebiet
Gotteskoog-Gebiet este o arie protejată (arie de protecție specială avifaunistică — SPA) din Germania întinsă pe o suprafață de 892 ha, integral pe uscat.

## Localizare
Centrul sitului Gotteskoog-Gebiet este situat la coordonatele 54°50′46″N 8°47′00″E / 54.8461°N 8.7833°E.

## Înființare
Situl Gotteskoog-Gebiet a fost declarat arie de protecție specială avifaunistică în septembrie 1983 pentru a proteja 17 specii de animale.

## Biodiversitate
Situată în ecoregiunea atlantică, aria protejată nu include niciun habitat protejat.
La baza desemnării sitului se află mai multe specii protejate de  păsări (17): ciocârlie-de-câmp (Alauda arvensis), rață cârâitoare (Anas querquedula), fâsă de luncă (Anthus pratensis), buhai de baltă (Botaurus stellaris stellaris), buha (Bubo bubo), erete de stuf (Circus aeruginosus), Cygnus columbianus bewickii, becațină comună (Gallinago gallinago), codalb (Haliaeetus albicilla), sfrâncioc roșiatic (Lanius collurio), Limosa limosa limosa, Luscinia svecica cyanecula, cresteț pestriț (Porzana porzana), mărăcinar (Saxicola rubetra), chiră de baltă (Sterna hirundo), fluierarul cu picioare roșii (Tringa totanus), nagâț (Vanellus vanellus).